# Phrynopus
Phrynopus – rodzaj płazów bezogonowych z podrodziny Pristimantinae w obrębie rodziny Craugastoridae.

## Rozmieszczenie geograficzne
Rodzaj obejmuje gatunki występujące w wyższych partiach wilgotnych lasów górskich i na łąkach powyżej górnej granicy lasu w Kordylierze Wschodniej w środkowym Peru oraz w jednym miejscu w Kordylierze Zachodniej w Peru.

## Systematyka
Rodzaj zdefiniował w 1873 roku niemiecki zoolog Wilhelm Peters w artykule zatytułowanym O dwóch jadowitych wężach z Afryki oraz o nowych lub mniej znanych rodzajach i gatunkach żabowatych, opublikowanym w czasopiśmie „Monatsberichte der Königlichen Preussische Akademie des Wissenschaften zu Berlin”. Gatunkiem typowym jest (oznaczenie monotypowe) Ph. peruanus.

### Etymologia
Phrynopus: gr. φρυνη phrunē, φρυνης phrunēs ‘ropucha’ ; πους pous, ποδος podos ‘stopa’.

### Podział systematyczny
Do rodzaju należą następujące gatunki:

- Phrynopus anancites Rodríguez & Catenazzi, 2017
- Phrynopus apumantarum Chávez, García Ayachi & Catenazzi, 2023
- Phrynopus auriculatus Duellman & Hedges, 2008
- Phrynopus badius Lehr, Moravec & Cusi, 2012
- Phrynopus barthlenae Lehr & Aguilar, 2002
- Phrynopus bracki Hedges, 1990
- Phrynopus bufoides Lehr, Lundberg & Aguilar, 2005
- Phrynopus capitalis Rodríguez & Catenazzi, 2017
- Phrynopus chaparroi Mamani & Malqui, 2014
- Phrynopus daemon Chávez, Santa Cruz, Rodríguez & Lehr, 2015
- Phrynopus dagmarae Lehr, Aguilar & Köhler, 2002
- Phrynopus dumicola Rodríguez & Catenazzi, 2017
- Phrynopus heimorum Lehr, 2001
- Phrynopus horstpauli Lehr, Köhler & Ponce, 2000
- Phrynopus interstinctus Lehr & Oróz, 2012
- Phrynopus inti Lehr, von May, Moravec & Cusi, 2017
- Phrynopus juninensis (Shreve, 1938)
- Phrynopus kauneorum Lehr, Aguilar & Köhler, 2002
- Phrynopus kotosh Lehr, 2007
- Phrynopus lapidoides Lehr & Rodríguez, 2017
- Phrynopus lechriorhynchus Trueb & Lehr, 2008
- Phrynopus mariellaleo Venegas, Barboza, De la Riva & Padial, 2018
- Phrynopus miroslawae Chaparro, Padial &  De la Riva, 2008
- Phrynopus montium (Shreve, 1938)
- Phrynopus oblivius Lehr, 2007
- Phrynopus paucari Lehr, Lundberg & Aguilar, 2005
- Phrynopus personatus Rodríguez & Catenazzi, 2017
- Phrynopus peruanus Peters, 1873
- Phrynopus pesantesi Lehr, Lundberg & Aguilar, 2005
- Phrynopus remotum Chávez, García Ayachi & Catenazzi, 2020[5]
- Phrynopus sancristobali Díaz, Mamani & Catenazzi, 2023
- Phrynopus tautzorum Lehr & Aguilar, 2003
- Phrynopus thompsoni Duellman, 2000
- Phrynopus tribulosus Duellman & Hedges, 2008
- Phrynopus unchog Lehr & Rodríguez, 2017
- Phrynopus valquii Chávez, Santa Cruz, Rodríguez & Lehr, 2015
- Phrynopus vestigiatus Lehr & Oróz, 2012